# Fumetti Disney di Floyd Gottfredson
Questa è la lista completa delle storie Disney realizzate da Floyd Gottfredson. Le date si riferiscono alla prima pubblicazione sui quotidiani negli USA.

## Topolino

### Strisce giornaliere
| Data inizio       | Data fine         | Titolo italiano                                                              | Titolo originale                                         | Strisce | Soggetto | Sceneggiatura | Matite                                                                                                  | Chine |
| ----------------- | ----------------- | ---------------------------------------------------------------------------- | -------------------------------------------------------- | ------- | --- | --- | --- | --- |
| 1º aprile 1930    | 20 settembre 1930 | Topolino nella valle infernale                                               | Mickey Mouse in Death Valley                             | 149     | Walt Disney, Floyd Gottfredson | Walt Disney, Floyd Gottfredson | Win Smith, Floyd Gottfredson, Hardie Gramatky?                                                          | Win Smith, Floyd Gottfredson, Hardie Gramatky, Roy Nelson?, Jack King, Hardie Gramatky                                      |
| 22 settembre 1930 | 26 dicembre 1930  | Topolino e il bel gagà                                                       | Mickey Mouse Vs. Mr. Slicker                             | 83      | Floyd Gottfredson | Floyd Gottfredson | Floyd Gottfredson                                                                                       | Floyd Gottfredson, Hardie Gramatky, Earl Duvall                                                                             |
| 27 dicembre 1930  | 17 gennaio 1931   | strisce autoconclusive                                                       | gag-a-day strips                                         | 19      | Floyd Gottfredson | Floyd Gottfredson | Floyd Gottfredson, Earl Duvall                                                                          | Earl Duvall |
| 19 gennaio 1931   | 25 febbraio 1931  | Topolino in guerra col Gatto Nip                                             | Mickey Mouse Vs. Kat Nipp                                | 33      | Floyd Gottfredson | Floyd Gottfredson | Floyd Gottfredson, Earl Duvall                                                                          | Earl Duvall |
| 26 febbraio 1931  | 29 aprile 1931    | Topolino vince Spaccafuoco                                                   | Mickey Mouse Vs. Creamo Catnera                          | 54      | Floyd Gottfredson | Floyd Gottfredson | Floyd Gottfredson                                                                                       | Earl Duvall, Al Taliaferro                                                                                                  |
| 30 aprile 1931    | 29 maggio 1931    | Topolino nell'alta società                                                   | Mickey Mouse in High Society                             | 26      | Floyd Gottfredson | Floyd Gottfredson | Floyd Gottfredson                                                                                       | Al Taliaferro |
| 30 maggio 1931    | 7 luglio 1931     | Topolino domatore e saltimbanco                                              | Mickey Mouse Circus Roustabout                           | 33      | Floyd Gottfredson | Floyd Gottfredson | Floyd Gottfredson                                                                                       | Al Taliaferro |
| 8 luglio 1931     | 18 luglio 1931    | Topolino e Pluto                                                             | Mickey Mouse and Pluto the Pup                           | 10      | Floyd Gottfredson | Floyd Gottfredson | Floyd Gottfredson                                                                                       | Al Taliaferro |
| 20 luglio 1931    | 7 novembre 1931   | Topolino e gli zingari                                                       | Mickey Mouse and the Gypsies                             | 96      | Floyd Gottfredson | Floyd Gottfredson | Floyd Gottfredson                                                                                       | Al Taliaferro |
| 9 novembre 1931   | 30 novembre 1931  | Topolino pompiere                                                            | Fireman Mickey                                           | 19      | Floyd Gottfredson | Floyd Gottfredson | Floyd Gottfredson                                                                                       | Al Taliaferro |
| 1º dicembre 1931  | 9 gennaio 1932    | Topolino e la pensione di Clarabella                                         | Mickey Mouse and Clarabelle's Boarding House             | 35      | Floyd Gottfredson | Floyd Gottfredson | Floyd Gottfredson                                                                                       | Al Taliaferro |
| 11 gennaio 1932   | 14 maggio 1932    | Topolino e i due ladri                                                       | Mickey Mouse and the Great Orphanage Robbery             | 108     | Floyd Gottfredson | Floyd Gottfredson | Floyd Gottfredson                                                                                       | Al Taliaferro |
| 16 maggio 1932    | 11 novembre 1932  | Topolino e i pirati                                                          | Mickey Mouse sailors for Treasure Island                 | 155     | Floyd Gottfredson | Floyd Gottfredson | Floyd Gottfredson                                                                                       | Al Taliaferro |
| 12 novembre 1932  | 10 febbraio 1933  | Topolino e Orazio nel castello incantato                                     | Mickey Mouse in Blaggard Castle                          | 78      | Floyd Gottfredson | Webb Smith | Floyd Gottfredson                                                                                       | Al Taliaferro, Ted Thwaites                                                                                                 |
| 11 febbraio 1933  | 25 febbraio 1933  | Topolino e le disavventure di Pluto                                          | Mickey Mouse, Pluto and Dan the Dogcatcher               | 13      | Floyd Gottfredson | Ted Osborne | Floyd Gottfredson                                                                                       | Ted Thwaites |
| 27 febbraio 1933  | 10 giugno 1933    | Le prodezze di Topolino aviatore                                             | Mickey Mouse the Mail Pilot                              | 90      | Floyd Gottfredson | Ted Osborne | Floyd Gottfredson                                                                                       | Ted Thwaites |
| 12 giugno 1933    | 7 ottobre 1933    | Topolino e Piedidolci cavallo da corsa                                       | Mickey Mouse and His Horse Tanglefoot                    | 102     | Floyd Gottfredson | Ted Osborne | Floyd Gottfredson                                                                                       | Ted Thwaites |
| 9 ottobre 1933    | 9 gennaio 1934    | Topolino poliziotto e Pippo suo aiutante                                     | The crazy crime wave                                     | 80      | Floyd Gottfredson | Merrill De Maris | Floyd Gottfredson                                                                                       | Ted Thwaites |
| 10 gennaio 1934   | 17 aprile 1934    | Topolino contro il pirata e contrabbandiere Gambadilegno                     | The captive castaways                                    | 84      | Floyd Gottfredson | Merrill De Maris | Floyd Gottfredson                                                                                       | Ted Thwaites |
| 18 aprile 1934    | 28 aprile 1934    | Topolino e il rivale di Pluto                                                | Mickey Mouse and Pluto's rival                           | 10      | Floyd Gottfredson | Ted Osborne | Floyd Gottfredson                                                                                       | Ted Thwaites |
| 30 aprile 1934    | 28 luglio 1934    | Topolino e il bandito Pipistrello                                            | The Bat Bandit of Inferno Gulch                          | 78      | Floyd Gottfredson | Ted Osborne | Floyd Gottfredson                                                                                       | Ted Thwaites |
| 30 luglio 1934    | 13 ottobre 1934   | Topolino e l'elefante                                                        | Bobo the Elephant                                        | 66      | Floyd Gottfredson | Ted Osborne | Floyd Gottfredson                                                                                       | Ted Thwaites |
| 15 ottobre 1934   | 29 dicembre 1934  | Topolino nel paese dei Califfi                                               | Mickey Mouse and the sacred jewel                        | 66      | Floyd Gottfredson | Ted Osborne | Floyd Gottfredson                                                                                       | Ted Thwaites |
| 31 dicembre 1934  | 2 marzo 1935      | Topolino e Pluto corridore                                                   | Mickey Mouse and Pluto the racer                         | 54      | Floyd Gottfredson | Ted Osborne | Floyd Gottfredson                                                                                       | Ted Thwaites |
| 4 marzo 1935      | 1º giugno 1935    | Topolino giornalista                                                         | Mickey Mouse runs his own newspaper                      | 78      | Floyd Gottfredson | Ted Osborne | Floyd Gottfredson                                                                                       | Ted Thwaites |
| 3 giugno 1935     | 28 settembre 1935 | Topolino e il tesoro di Clarabella                                           | Mickey Mouse in the race for riches                      | 102     | Floyd Gottfredson | Ted Osborne | Floyd Gottfredson                                                                                       | Ted Thwaites |
| 30 settembre 1935 | 4 gennaio 1936    | Topolino e il misterioso "S" flagello dei mari / Topolino e il pirata Orango | Mickey Mouse and the pirate submarine                    | 84      | Floyd Gottfredson | Ted Osborne | Floyd Gottfredson                                                                                       | Ted Thwaites |
| 6 gennaio 1936    | 21 marzo 1936     | Topolino e lo struzzo Oscar                                                  | Mickey Mouse and the great ostrich race                  | 66      | Floyd Gottfredson | Ted Osborne | Floyd Gottfredson                                                                                       | Ted Thwaites |
| 23 marzo 1936     | 8 agosto 1936     | Topolino agente della polizia segreta                                        | Mickey Mouse in the Foreign Legion                       | 120     | Floyd Gottfredson | Ted Osborne | Floyd Gottfredson                                                                                       | Ted Thwaites |
| 10 agosto 1936    | 28 novembre 1936  | Topolino nella casa dei fantasmi                                             | Mickey Mouse and the seven ghosts                        | 96      | Floyd Gottfredson | Ted Osborne | Floyd Gottfredson                                                                                       | Ted Thwaites |
| 30 novembre 1936  | 3 aprile 1937     | Topolino e il mistero dell'uomo nuvola                                       | Mickey Mouse on Sky Island                               | 108     | Floyd Gottfredson | Ted Osborne | Floyd Gottfredson                                                                                       | Ted Thwaites |
| 5 aprile 1937     | 7 agosto 1937     | Topolino e il gorilla Spettro                                                | Mickey Mouse in search of jungle treasure                | 108     | Floyd Gottfredson | Ted Osborne | Floyd Gottfredson                                                                                       | Ted Thwaites |
| 9 agosto 1937     | 5 febbraio 1938   | Topolino sosia di Re Sorcio / Topolino re per forza                          | Mickey Mouse as His Royal Highness                       | 156     | Floyd Gottfredson | Ted Osborne, Merrill De Maris | Floyd Gottfredson                                                                                       | Al Taliaferro, Ted Thwaites                                                                                                 |
| 7 febbraio 1938   | 6 luglio 1938     | Topolino e il mostro bianco / Topolino cacciatore di balene                  | Mickey Mouse mighty whale hunter                         | 129     | Floyd Gottfredson | Merrill De Maris | Floyd Gottfredson                                                                                       | Ted Thwaites, Bill Wright                                                                                                   |
| 7 luglio 1938     | 10 dicembre 1938  | Topolino e la banda dei piombatori                                           | Mickey Mouse meets Joe Piper                             | 135     | Floyd Gottfredson | Merrill De Maris | Floyd Gottfredson                                                                                       | Ted Thwaites, Bill Wright                                                                                                   |
| 12 dicembre 1938  | 13 aprile 1939    | Topolino e Robinson Crusoe                                                   | Mickey Mouse and Robinson Crusoe                         | 106     | Floyd Gottfredson | Merrill De Maris | Floyd Gottfredson                                                                                       | Ted Thwaites, Bill Wright                                                                                                   |
| 14 aprile 1939    | 19 maggio 1939    | Pipposcampagnate / Topolino al campeggio                                     | Mickey Mouse on a camping trip                           | 31      | Floyd Gottfredson, Merrill De Maris                                                                                               | Merrill De Maris | Floyd Gottfredson, Bob Grant                                                                            | Ted Thwaites, Bill Wright                                                                                                   |
| 20 maggio 1939    | 9 settembre 1939  | Topolino e il mistero di Macchia Nera                                        | Mickey Mouse outwits the Phantom Blot                    | 97      | Floyd Gottfredson | Merrill De Maris | Floyd Gottfredson                                                                                       | Ted Thwaites, Bill Wright                                                                                                   |
| 11 settembre 1939 | 13 gennaio 1940   | Topolino e la lampada di Aladino                                             | Mickey Mouse the miracle master                          | 108     | Floyd Gottfredson | Merrill De Maris | Floyd Gottfredson                                                                                       | Ted Thwaites, Bill Wright                                                                                                   |
| 15 gennaio 1940   | 20 aprile 1940    | Topolino e il selvaggio Giovedì                                              | An education for Thursday                                | 84      | Floyd Gottfredson | Merrill De Maris | Floyd Gottfredson                                                                                       | Ted Thwaites, Bill Wright                                                                                                   |
| 22 aprile 1940    | 17 agosto 1940    | Topolino e la barriera invisibile                                            | Mickey Mouse at the Bar None Ranch                       | 102     | Floyd Gottfredson | Merrill De Maris | Floyd Gottfredson, Manuel Gonzales                                                                      | Ted Thwaites, Bill Wright                                                                                                   |
| 19 agosto 1940    | 21 dicembre 1940  | Topolino e i topi d'albergo                                                  | Mickey Mouse bellhop detective                           | 108     | Floyd Gottfredson | Merrill De Maris | Floyd Gottfredson                                                                                       | Ted Thwaites, Bill Wright                                                                                                   |
| 23 dicembre 1940  | 12 aprile 1941    | Topolino all'età della pietra                                                | Mickey Mouse on Cave-man Island                          | 96      | Floyd Gottfredson | Merrill De Maris | Floyd Gottfredson                                                                                       | Bill Wright |
| 14 aprile 1941    | 5 luglio 1941     | Topolino e l'illusionista                                                    | Mickey Mouse in love trouble                             | 72      | Floyd Gottfredson | Merrill De Maris | Floyd Gottfredson                                                                                       | Bill Wright |
| 7 luglio 1941     | 4 ottobre 1941    | Topolino agente di pubblicità                                                | Mickey Mouse, super salesman                             | 78      | Floyd Gottfredson | Merrill De Maris | Floyd Gottfredson                                                                                       | Bill Wright |
| 6 ottobre 1941    | 17 gennaio 1942   | Topolino e il boscaiolo                                                      | The mystery at Hidden River                              | 90      | Floyd Gottfredson | Merrill De Maris | Floyd Gottfredson                                                                                       | Bill Wright |
| 19 gennaio 1942   | 2 maggio 1942     | Topolino e il mistero delle collane                                          | Mickey Mouse and the jewel robbery                       | 90      | Floyd Gottfredson | Merrill De Maris | Floyd Gottfredson                                                                                       | Bill Wright |
| 4 maggio 1942     | 15 agosto 1942    | Pippo e la bella Lea/Topolino e Lea, leonessa buffa                          | Goofy and Agnes                                          | 90      | Floyd Gottfredson | Merrill De Maris | Floyd Gottfredson                                                                                       | Bill Wright |
| 17 agosto 1942    | 21 novembre 1942  | Topolino e il misterioso corvo                                               | Mickey Mouse and the black crow mystery                  | 84      | Floyd Gottfredson | Merrill De Maris | Floyd Gottfredson                                                                                       | Bill Wright |
| 23 novembre 1942  | 29 maggio 1943    | strisce autoconclusive                                                       | gag-a-day strips                                         | 162     | Floyd Gottfredson | Bob Karp, Dick Shaw | Floyd Gottfredson, Bill Wright                                                                          | Bill Wright, Dick Moores |
| 31 maggio 1943    | 26 giugno 1943    | Topolino e la vacanza incivile                                               | Mickey Mouse's wild holiday                              | 24      | Floyd Gottfredson | Dick Shaw | Floyd Gottfredson                                                                                       | Dick Moores |
| 28 giugno 1943    | 17 luglio 1943    | Un'avventura di Topolino nella Seconda Guerra Mondiale                       | Mickey Mouse and the nazi submarine                      | 18      | Bill Walsh | Bill Walsh | Floyd Gottfredson                                                                                       | Dick Moores |
| 19 luglio 1943    | 23 ottobre 1943   | Topolino nella Seconda Guerra Mondiale                                       | Mickey Mouse on a secret mission                         | 84      | Bill Walsh | Bill Walsh | Floyd Gottfredson                                                                                       | Dick Moores |
| 25 ottobre 1943   | 5 febbraio 1944   | Topolino e la cassetta elettronica                                           | Mickey Mouse and the 'lectro box                         | 90      | Bill Walsh | Bill Walsh | Floyd Gottfredson                                                                                       | Dick Moores |
| 7 febbraio 1944   | 19 febbraio 1944  | Pluto eroe                                                                   | Pluto catches a nazi spy                                 | 12      | Bill Walsh | Bill Walsh | Floyd Gottfredson                                                                                       | Dick Moores |
| 21 febbraio 1944  | 11 marzo 1944     | strisce autoconclusive                                                       | gag-a-day strips                                         | 18      | Bill Walsh | Bill Walsh | Floyd Gottfredson                                                                                       | Dick Moores |
| 13 marzo 1944     | 15 aprile 1944    | Topolino e gli orfani di guerra                                              | Mickey Mouse and the war orphans                         | 30      | Bill Walsh | Bill Walsh | Floyd Gottfredson                                                                                       | Dick Moores |
| 17 aprile 1944    | 15 luglio 1944    | Topolino nell'isola della morte                                              | Mickey Mouse on the Isle of Death                        | 78      | Bill Walsh | Bill Walsh | Floyd Gottfredson                                                                                       | Dick Moores |
| 17 luglio 1944    | 29 luglio 1944    | strisce autoconclusive                                                       | gag-a-day strips                                         | 12      | Bill Walsh | Bill Walsh | Floyd Gottfredson                                                                                       | Dick Moores |
| 31 luglio 1944    | 11 novembre 1944  | Topolino e le meraviglie del domani                                          | Mickey Mouse in the world of tomorrow                    | 90      | Bill Walsh | Bill Walsh | Floyd Gottfredson                                                                                       | Dick Moores |
| 13 novembre 1944  | 27 gennaio 1945   | Topolino e la casa misteriosa                                                | Mickey Mouse in the house of mystery                     | 66      | Bill Walsh | Bill Walsh | Floyd Gottfredson, Paul Murry, George Waiss, Dick Moores                                                | Dick Moores |
| 29 gennaio 1945   | 3 marzo 1945      | strisce autoconclusive                                                       | gag-a-day strips                                         | 30      | Bill Walsh | Bill Walsh | Floyd Gottfredson, Paul Murry, George Waiss                                                             | Dick Moores |
| 5 marzo 1945      | 16 giugno 1945    | Topolino e Billy il topo                                                     | Billy the mouse                                          | 90      | Bill Walsh | Bill Walsh | Floyd Gottfredson                                                                                       | Dick Moores |
| 18 giugno 1945    | 23 febbraio 1946  | strisce autoconclusive                                                       | gag-a-day strips                                         | 216     | Bill Walsh | Bill Walsh | Floyd Gottfredson, Paul Murry, Manuel Gonzales                                                          | Dick Moores, Bill Wright |
| 25 marzo 1946     | 13 aprile 1946    | Topolino aviatore                                                            | Mickey Mouse's mini-plane                                | 18      | Bill Walsh | Bill Walsh | Bill Wright, Manuel Gonzales, Paul Murry, Floyd Gottfredson                                             | Bill Wright |
| 15 aprile 1946    | 4 maggio 1946     | Topolino e gli spettri                                                       | Mickey Mouse and the mystery next door                   | 18      | Bill Walsh | Bill Walsh | Floyd Gottfredson, Manuel Gonzales                                                                      | Bill Wright |
| 6 maggio 1946     | 18 maggio 1946    | Topolino poligangster                                                        | Mickey Mouse in Gangland                                 | 12      | Bill Walsh | Bill Walsh | Floyd Gottfredson                                                                                       | Bill Wright |
| 20 maggio 1946    | 1º giugno 1946    | Topolino e il tesoro sommerso                                                | Mickey Mouse in 'Sunken treasure'                        | 12      | Bill Walsh | Bill Walsh | Floyd Gottfredson                                                                                       | Bill Wright |
| 3 giugno 1946     | 15 giugno 1946    | Topolino e la vacanza all'aperto                                             | Mickey Mouse in 'Trailer trouble'                        | 12      | Bill Walsh | Bill Walsh | Floyd Gottfredson                                                                                       | Bill Wright |
| 17 giugno 1946    | 29 giugno 1946    | Topolino e zia Marisa / Pippo divina creatura                                | Mickey Mouse and Aunt Marissa                            | 12      | Bill Walsh | Bill Walsh | Floyd Gottfredson                                                                                       | Bill Wright |
| 1º luglio 1946    | 13 luglio 1946    | Topolino politicante / Topolino e la vita pubblica                           | Mickey Mouse, the candidate                              | 12      | Bill Walsh | Bill Walsh | Floyd Gottfredson                                                                                       | Bill Wright |
| 15 luglio 1946    | 27 luglio 1946    | Topolino e il bimbo prodigio                                                 | Mickey Mouse and the little genius                       | 12      | Bill Walsh | Bill Walsh | Floyd Gottfredson                                                                                       | Bill Wright |
| 29 luglio 1946    | 10 agosto 1946    | Topolino e il fuoribordo                                                     | Mickey Mouse and Goofy's boat race                       | 12      | Bill Walsh | Bill Walsh | Floyd Gottfredson                                                                                       | Bill Wright |
| 12 agosto 1946    | 24 agosto 1946    | Topolino e le delizie della gloria                                           | Mickey Mouse and the Goofy crooner                       | 12      | Bill Walsh | Bill Walsh | Floyd Gottfredson                                                                                       | Bill Wright |
| 26 agosto 1946    | 7 settembre 1946  | Topolino sfrattato / Topolino e gli uscieri                                  | Mickey Mouse in 'Eviction'                               | 12      | Bill Walsh | Bill Walsh | Floyd Gottfredson                                                                                       | Bill Wright |
| 9 settembre 1946  | 21 settembre 1946 | Topolino nella Luna                                                          | Mickey Mouse and Goofy's rocket                          | 12      | Bill Walsh | Bill Walsh | Floyd Gottfredson                                                                                       | Bill Wright |
| 23 settembre 1946 | 5 ottobre 1946    | Topolino e il leone                                                          | Mickey's menagerie                                       | 12      | Bill Walsh | Bill Walsh | Floyd Gottfredson                                                                                       | Bill Wright |
| 7 ottobre 1946    | 19 ottobre 1946   | Topolino e il singhiozzo                                                     | Mickey Mouse and the cure for hiccups                    | 12      | Bill Walsh | Bill Walsh | Floyd Gottfredson                                                                                       | Bill Wright |
| 21 ottobre 1946   | 2 novembre 1946   | Topolino e il tacchino / Topolino e il pranzo di Natale                      | Mickey Mouse in 'Thanksgiving dinner'                    | 12      | Bill Walsh | Bill Walsh | Floyd Gottfredson                                                                                       | Bill Wright |
| 4 novembre 1946   | 16 novembre 1946  | Topolino e l'agenzia investigativa di Orazio                                 | Mickey Mouse in the search for Geeko                     | 12      | Bill Walsh | Bill Walsh | Floyd Gottfredson                                                                                       | Bill Wright |
| 18 novembre 1946  | 30 novembre 1946  | Topolino e il cane parlante                                                  | Mickey Mouse and the talking dog                         | 12      | Bill Walsh | Bill Walsh | Floyd Gottfredson                                                                                       | Bill Wright |
| 2 dicembre 1946   | 14 dicembre 1946  | Topolino nel Grande Nord                                                     | Mickey Mouse in 'Arctic adventure'                       | 12      | Bill Walsh | Bill Walsh | Floyd Gottfredson                                                                                       | Bill Wright |
| 16 dicembre 1946  | 28 dicembre 1946  | Topolino e il nipote scomparso / Topolino bambinaia                          | Mickey Mouse and Morty's escapade                        | 12      | Bill Walsh | Bill Walsh | Floyd Gottfredson                                                                                       | Bill Wright |
| 30 dicembre 1946  | 11 gennaio 1947   | Topolino e il gatto infernale                                                | Mickey Mouse and the fiendish cat                        | 12      | Bill Walsh | Bill Walsh | Floyd Gottfredson                                                                                       | Bill Wright |
| 13 gennaio 1947   | 25 gennaio 1947   | Topolino ispettore scolastico                                                | Truant officer Mickey                                    | 12      | Bill Walsh | Bill Walsh | Floyd Gottfredson                                                                                       | Bill Wright |
| 27 gennaio 1947   | 8 febbraio 1947   | Topolino e l'eredità di Pippo / Pippo: stupido o saggio?                     | Mickey Mouse and Goofy's inheritance                     | 12      | Bill Walsh | Bill Walsh | Floyd Gottfredson                                                                                       | Bill Wright |
| 10 febbraio 1947  | 22 febbraio 1947  | Topolino e la concertista / L'amico di Minni                                 | Mickey the icky                                          | 12      | Bill Walsh | Bill Walsh | Floyd Gottfredson                                                                                       | Bill Wright |
| 24 febbraio 1947  | 8 marzo 1947      | Topolino e la schizofrenia di Pluto / L'amnesia di Pluto                     | Mickey Mouse and Pluto's amnesia                         | 12      | Bill Walsh | Bill Walsh | Floyd Gottfredson                                                                                       | Floyd Gottfredson |
| 10 marzo 1947     | 22 marzo 1947     | Topolino e l'onestà di Gambadilegno                                          | Mickey Mouse in 'Peg Leg reforms'                        | 12      | Bill Walsh | Bill Walsh | Floyd Gottfredson                                                                                       | Floyd Gottfredson |
| 24 marzo 1947     | 5 aprile 1947     | Topolino e Pippo cineasti                                                    | Mickey Mouse in 'Home movies'                            | 12      | Bill Walsh | Bill Walsh | Floyd Gottfredson                                                                                       | Floyd Gottfredson |
| 7 aprile 1947     | 19 aprile 1947    | Topolino e Pippo fotografi                                                   | Shutterbug Mickey                                        | 12      | Bill Walsh | Bill Walsh | Floyd Gottfredson                                                                                       | Floyd Gottfredson |
| 21 aprile 1947    | 3 maggio 1947     | Topolino e il boxeur                                                         | Mickey Mouse and the boxer                               | 12      | Bill Walsh | Bill Walsh | Floyd Gottfredson                                                                                       | Floyd Gottfredson |
| 5 maggio 1947     | 17 maggio 1947    | Topolino e il pippofiore                                                     | Mickey's strange flower                                  | 12      | Bill Walsh | Bill Walsh | Floyd Gottfredson                                                                                       | Floyd Gottfredson |
| 19 maggio 1947    | 31 maggio 1947    | Topolino e la formula quattro                                                | Mickey Mouse and the midget racer                        | 12      | Bill Walsh | Bill Walsh | Floyd Gottfredson                                                                                       | Floyd Gottfredson |
| 2 giugno 1947     | 14 giugno 1947    | Topolino e gli animali domestici                                             | Mickey Mouse and Clarabelle's pet shop                   | 12      | Bill Walsh | Bill Walsh | Floyd Gottfredson                                                                                       | Floyd Gottfredson |
| 16 giugno 1947    | 28 giugno 1947    | Topolino e l'elicottero                                                      | Mickey's helicopter                                      | 12      | Bill Walsh | Bill Walsh | Floyd Gottfredson                                                                                       | Floyd Gottfredson |
| 30 giugno 1947    | 12 luglio 1947    | Topolino e il processo di Pluto                                              | Mickey Mouse and Pluto's trial                           | 12      | Bill Walsh | Bill Walsh | Floyd Gottfredson                                                                                       | Floyd Gottfredson |
| 14 luglio 1947    | 26 luglio 1947    | Topolino e lo strano vicino / Topolino e gli spettri                         | Mickey Mouse and the spook specialist                    | 12      | Bill Walsh | Bill Walsh | Floyd Gottfredson                                                                                       | Floyd Gottfredson |
| 28 luglio 1947    | 9 agosto 1947     | Topolino e la musica infernale / Topolino e le delizie della gloria          | Mickey Mouse writes the song                             | 12      | Bill Walsh | Bill Walsh | Floyd Gottfredson                                                                                       | Floyd Gottfredson |
| 11 agosto 1947    | 23 agosto 1947    | Topolino e l'esaurimento nervoso                                             | Mickey Mouse and Horace's nerves                         | 12      | Bill Walsh | Bill Walsh | Floyd Gottfredson                                                                                       | Floyd Gottfredson |
| 25 agosto 1947    | 6 settembre 1947  | Topolino tra i grattacieli                                                   | Mickey Mouse and the skyscraper adventure                | 12      | Bill Walsh | Bill Walsh | Floyd Gottfredson                                                                                       | Floyd Gottfredson |
| 8 settembre 1947  | 20 settembre 1947 | Topolino babysitter / Topolino bambinaia                                     | Mickey Mouse and the foundling                           | 12      | Bill Walsh | Bill Walsh | Floyd Gottfredson                                                                                       | Floyd Gottfredson |
| 22 settembre 1947 | 27 dicembre 1947  | Eta Beta l'uomo del 2000                                                     | Mickey Mouse and the man of tomorrow                     | 84      | Bill Walsh | Bill Walsh | Floyd Gottfredson                                                                                       | Floyd Gottfredson |
| 29 dicembre 1947  | 7 febbraio 1948   | Topolino ed Eta Beta l'indovino                                              | Mickey makes a killing                                   | 36      | Bill Walsh | Bill Walsh | Floyd Gottfredson                                                                                       | Floyd Gottfredson |
| 9 febbraio 1948   | 28 febbraio 1948  | Topolino e i poteri di Eta Beta                                              | Pflip the Thnuckle-booh                                  | 18      | Bill Walsh | Bill Walsh | Floyd Gottfredson                                                                                       | Floyd Gottfredson |
| 1º marzo 1948     | 3 aprile 1948     | Eta Beta e lo scassinatore fantasma                                          | Mickey Mouse and the Santa Claus bandit                  | 30      | Bill Walsh | Bill Walsh | Floyd Gottfredson                                                                                       | Floyd Gottfredson |
| 5 aprile 1948     | 29 aprile 1948    | Topolino e la crisi di Eta Beta                                              | Mickey Mouse and the kumquat question                    | 22      | Bill Walsh | Bill Walsh | Floyd Gottfredson                                                                                       | Floyd Gottfredson |
| 30 aprile 1948    | 3 luglio 1948     | Eta Beta e la spia poeta                                                     | Mickey Mouse and Eega Beeva in 'The Atombrella'          | 56      | Bill Walsh | Bill Walsh | Floyd Gottfredson                                                                                       | Floyd Gottfredson |
| 5 luglio 1948     | 9 ottobre 1948    | Eta Beta e la spia poeta                                                     | Mickey Mouse and Eega Beeva in 'The Rhyming Man'         | 84      | Bill Walsh | Bill Walsh | Floyd Gottfredson                                                                                       | Floyd Gottfredson |
| 11 ottobre 1948   | 25 dicembre 1948  | Il processo di Eta Beta                                                      | Mickey Mouse in 'An education for Eega Beeva'            | 66      | Bill Walsh | Bill Walsh | Floyd Gottfredson                                                                                       | Floyd Gottfredson |
| 17 dicembre 1948  | 5 marzo 1949      | Topolino e lo strano potere di Flip                                          | Mickey Mouse and Eega Beeva in 'Pflip's strange power'   | 60      | Bill Walsh | Bill Walsh | Floyd Gottfredson                                                                                       | Floyd Gottfredson |
| 7 marzo 1949      | 6 agosto 1949     | Topolino ed Eta Beta sul Pianeta Minorenne                                   | Mickey Mouse and Eega Beeva in 'Be-junior and the Aints' | 132     | Bill Walsh | Bill Walsh | Floyd Gottfredson                                                                                       | Floyd Gottfredson |
| 8 agosto 1949     | 22 ottobre 1949   | Topolino ed Eta Beta nel Texas                                               | Mickey Mouse and Eega Beeva in Itching Gulch             | 66      | Bill Walsh | Bill Walsh | Floyd Gottfredson                                                                                       | Floyd Gottfredson |
| 24 ottobre 1949   | 28 gennaio 1950   | Topolino e la banda della morte                                              | Mickey Mouse and Eega Beeva vs. the Syndicate of Crime   | 84      | Bill Walsh | Bill Walsh | Floyd Gottfredson                                                                                       | Floyd Gottfredson |
| 30 gennaio 1950   | 8 luglio 1950     | Eta Beta e il tesoro di Mook                                                 | Mickey Mouse, Eega Beeva and the Moook treasure          | 138     | Bill Walsh | Bill Walsh | Floyd Gottfredson                                                                                       | Floyd Gottfredson |
| 10 luglio 1950    | 30 settembre 1950 | Topolino buffone del re                                                      | Mickey Mouse in Mousepotamia                             | 72      | Bill Walsh | Bill Walsh | Floyd Gottfredson                                                                                       | Floyd Gottfredson, Bill Wright                                                                                              |
| 2 ottobre 1950    | 30 dicembre 1950  | Topolino e la città subacquea                                                | Mickey Mouse in 'Land beneath the sea'                   | 78      | Bill Walsh | Bill Walsh | Floyd Gottfredson                                                                                       | Floyd Gottfredson, Bill Wright                                                                                              |
| 1º gennaio 1951   | 24 marzo 1951     | Topolino e la mosca zeta-zeta                                                | Mickey Mouse and the tzig-tzag fever                     | 72      | Bill Walsh | Bill Walsh | Floyd Gottfredson                                                                                       | Floyd Gottfredson |
| 26 marzo 1951     | 23 giugno 1951    | Topolino e Pippo a Hollywood / Topolino fra le stelle                        | Mickey Mouse and Dry Gulch Goofy                         | 78      | Bill Walsh | Bill Walsh | Floyd Gottfredson                                                                                       | Floyd Gottfredson |
| 25 giugno 1951    | 20 ottobre 1951   | Topolino e lo spettro fallito                                                | Mickey Mouse and the ghost of Black Brian                | 102     | Bill Walsh | Bill Walsh | Floyd Gottfredson                                                                                       | Floyd Gottfredson, Manuel Gonzales                                                                                          |
| 22 ottobre 1951   | 22 gennaio 1952   | Topolino e la macchina toc toc                                               | Mickey Mouse and Uncle Wombat's tock-tock time machine   | 80      | Bill Walsh | Bill Walsh | Floyd Gottfredson                                                                                       | Floyd Gottfredson, Manuel Gonzales                                                                                          |
| 23 gennaio 1952   | 19 aprile 1952    | Topolino e l'anello di Re Mida                                               | Mickey Mouse and the Midas ring                          | 76      | Bill Walsh | Bill Walsh | Floyd Gottfredson                                                                                       | Floyd Gottfredson |
| 21 aprile 1952    | 2 ottobre 1952    | Topolino e l'isola Neraperla                                                 | Mickey Mouse on the isle of Moola-la                     | 142     | Bill Walsh | Bill Walsh | Floyd Gottfredson                                                                                       | Floyd Gottfredson |
| 3 ottobre 1952    | 28 febbraio 1953  | Topolino e il deserto del nulla                                              | Mickey Mouse and Hoosat from another planet              | 129     | Bill Walsh | Bill Walsh | Floyd Gottfredson                                                                                       | Floyd Gottfredson |
| 2 marzo 1953      | 20 giugno 1953    | Topolino contro Topolino                                                     | Mickey's dangerous double                                | 96      | Bill Walsh | Bill Walsh | Floyd Gottfredson                                                                                       | Floyd Gottfredson |
| 22 giugno 1953    | 28 ottobre 1953   | Topolino e la scarpa magica                                                  | Mickey Mouse and the magic shoe                          | 111     | Bill Walsh | Bill Walsh | Floyd Gottfredson, Bill Wright                                                                          | Floyd Gottfredson, Bill Wright, Dick Moores                                                                                 |
| 29 ottobre 1953   | 1º febbraio 1954  | Topolino e il gorilla Cirillo                                                | Mickey takes Umbrage                                     | 82      | Bill Walsh | Bill Walsh | Floyd Gottfredson                                                                                       | Floyd Gottfredson, Bill Wright                                                                                              |
| 2 febbraio 1954   | 15 maggio 1954    | Topolino e il terraplano                                                     | Mickey Mouse in 'A fatal occupation'                     | 89      | Bill Walsh | Bill Walsh | Floyd Gottfredson                                                                                       | Floyd Gottfredson |
| 17 maggio 1954    | 14 settembre 1954 | Topolino e l'orfanello riformato                                             | Mickey Mouse and the kid gang                            | 104     | Bill Walsh | Bill Walsh | Floyd Gottfredson                                                                                       | Floyd Gottfredson |
| 15 settembre 1954 | 1º gennaio 1955   | Topolino e lo zio in ozio                                                    | Mickey Mouse and uncle Gudger                            | 94      | Bill Walsh | Bill Walsh | Floyd Gottfredson                                                                                       | Floyd Gottfredson |
| 3 gennaio 1955    | 21 maggio 1955    | Pippo cervello del secolo / Topolino e Pippo cosmico                         | Mickey Mouse and Dr. X                                   | 120     | Bill Walsh | Bill Walsh | Floyd Gottfredson                                                                                       | Floyd Gottfredson |
| 23 maggio 1955    | 25 giugno 1955    | Topolino e Pluto innamorato                                                  | Mickey Mouse and Pluto in 'Love trouble'                 | 30      | Bill Walsh | Bill Walsh | Floyd Gottfredson                                                                                       | Floyd Gottfredson, Bill Wright                                                                                              |
| 27 giugno 1955    | 4 ottobre 1955    | Topolino e il ritorno di Davy Crockett                                       | Mickey Mouse and Li'l Davy                               | 86      | Bill Walsh | Bill Walsh | Floyd Gottfredson                                                                                       | Floyd Gottfredson |
| 5 ottobre 1955    | 15 novembre 1975  | strisce autoconclusive                                                       | gag-a-day strips                                         | 6298    | Bill Walsh (fino al 17 marzo 1962), Roy Williams (dal 19 marzo 1962 fino al 28 dicembre 1968), Del Connell (dal 30 dicembre 1968) | Bill Walsh (fino al 17 marzo 1962), Roy Williams (dal 19 marzo 1962 fino al 28 dicembre 1968), Del Connell (dal 30 dicembre 1968) | Floyd Gottfredson, Bill Wright, Manuel Gonzales, Julius Svendsen, Frank Grundeen, Dick Hall, Mike Arens | Floyd Gottfredson, Bill Wright, Manuel Gonzales, Julius Svendsen, Frank Grundeen, Dick Hall, Carson Van Osten e Larry Mayer |

### Tavole domenicali
| Data inizio       | Data fine         | Titolo italiano                                                      | Titolo originale                                     | Tavole | Soggetto e sceneggiatura                                  | Matite                             | Chine                       |
| ----------------- | ----------------- | -------------------------------------------------------------------- | ---------------------------------------------------- | ------ | --------------------------------------------------------- | ---------------------------------- | --------------------------- |
| 10 gennaio 1932   | 24 luglio 1932    | tavole autoconclusive                                                | gag pages                                            | 28     | Floyd Gottfredson                                         | Floyd Gottfredson                  | Al Taliaferro               |
| 31 luglio 1932    | 28 agosto 1932    | Topolino e l'accalappiacani                                          | Mickey Mouse and Dan, the dogcatcher                 | 5      | Floyd Gottfredson                                         | Floyd Gottfredson                  | Al Taliaferro               |
| 4 settembre 1932  | 11 settembre 1932 | tavole autoconclusive                                                | gag pages                                            | 2      | Floyd Gottfredson                                         | Floyd Gottfredson                  | Al Taliaferro               |
| 18 settembre 1932 | 6 novembre 1932   | Topolino e i suoi vispi nipotini                                     | Mickey's nephews                                     | 8      | Floyd Gottfredson                                         | Floyd Gottfredson                  | Al Taliaferro               |
| 13 novembre 1932  | 22 gennaio 1933   | tavole autoconclusive                                                | gag pages                                            | 11     | Floyd Gottfredson, Webb Smith                             | Floyd Gottfredson                  | Al Taliaferro, Ted Thwaites |
| 29 gennaio 1933   | 18 giugno 1933    | Topolino contro Wolp                                                 | Mickey Mouse in the lair of Wolf Barker              | 21     | Ted Osborne                                               | Floyd Gottfredson, Al Taliaferro   | Al Taliaferro, Ted Thwaites |
| 25 giugno 1933    | 4 marzo 1934      | tavole autoconclusive                                                | gag pages                                            | 37     | Ted Osborne, Merrill De Maris                             | Floyd Gottfredson, Al Taliaferro   | Al Taliaferro, Ted Thwaites |
| 11 marzo 1934     | 29 aprile 1934    | Topolino principe azzurro                                            | Mickey Mouse in Giantland                            | 8      | Ted Osborne                                               | Floyd Gottfredson                  | Ted Thwaites                |
| 6 maggio 1934     | 3 giugno 1934     | Topolino e Piedidolci                                                | Mickey Mouse and Tanglefoot                          | 5      | Ted Osborne                                               | Floyd Gottfredson, Al Taliaferro   | Al Taliaferro, Ted Thwaites |
| 10 giugno 1934    | 10 giugno 1934    | tavola autoconclusiva                                                | gag page                                             | 1      | Ted Osborne                                               | Floyd Gottfredson, Al Taliaferro   | Al Taliaferro               |
| 17 giugno 1934    | 9 settembre 1934  | La brigata Topolino al lago polveroso                                | Mickey Mouse and Dr. Oofgay's secret serum           | 13     | Ted Osborne                                               | Floyd Gottfredson                  | Al Taliaferro               |
| 16 settembre 1934 | 2 dicembre 1934   | tavole autoconclusive                                                | gag pages                                            | 12     | Ted Osborne                                               | Floyd Gottfredson                  | Al Taliaferro, Ted Thwaites |
| 9 dicembre 1934   | 20 gennaio 1935   | Topolino sul Mongelato                                               | Mickey Mouse and friends in 'Foray to Mt. Fishflake' | 7      | Ted Osborne                                               | Floyd Gottfredson                  | Ted Thwaites                |
| 27 gennaio 1935   | 10 febbraio 1935  | tavole autoconclusive                                                | gag pages                                            | 3      | Ted Osborne                                               | Floyd Gottfredson                  | Ted Thwaites                |
| 17 febbraio 1935  | 24 marzo 1935     | Topolino e il mistero dei cappotti                                   | Mickey Mouse in the case of the vanishing coats      | 6      | Ted Osborne                                               | Floyd Gottfredson                  | Ted Thwaites                |
| 31 marzo 1935     | 21 luglio 1935    | tavole autoconclusive                                                | gag pages                                            | 17     | Ted Osborne                                               | Floyd Gottfredson                  | Ted Thwaites, Al Taliaferro |
| 28 luglio 1935    | 24 novembre 1935  | Topolino e il canguro                                                | Mickey Mouse and Hoppy the kangaroo                  | 18     | Ted Osborne                                               | Floyd Gottfredson                  | Ted Thwaites                |
| 1º dicembre 1935  | 29 dicembre 1935  | tavole autoconclusive                                                | gag pages                                            | 5      | Ted Osborne                                               | Floyd Gottfredson                  | Ted Thwaites                |
| 5 gennaio 1936    | 26 gennaio 1936   | Topolino e il bel gagà                                               | Mickey's rival                                       | 4      | Ted Osborne                                               | Floyd Gottfredson                  | Ted Thwaites                |
| 2 febbraio 1936   | 19 aprile 1936    | tavole autoconclusive                                                | gag pages                                            | 12     | Ted Osborne                                               | Floyd Gottfredson                  | Ted Thwaites, Al Taliaferro |
| 26 aprile 1936    | 4 ottobre 1936    | Topolino e Robin Hood                                                | Mickey Mouse meets Robin Hood                        | 24     | Floyd Gottfredson (soggetto), Ted Osborne (sceneggiatura) | Floyd Gottfredson, Al Taliaferro   | Ted Thwaites, Al Taliaferro |
| 11 ottobre 1936   | 8 novembre 1936   | Topolino ventriloquo                                                 | Mickey Mouse, the ventriloquist                      | 5      | Ted Osborne                                               | Floyd Gottfredson                  | Al Taliaferro               |
| 15 novembre 1936  | 9 maggio 1937     | tavole autoconclusive                                                | gag pages                                            | 26     | Ted Osborne                                               | Floyd Gottfredson                  | Ted Thwaites, Al Taliaferro |
| 16 maggio 1937    | 24 ottobre 1937   | Topolino cercatore d'oro / Oro! Nuove avventure di Topolino nel west | Mickey Mouse sheriff of Nugget Gulch                 | 24     | Ted Osborne                                               | Floyd Gottfredson                  | Al Taliaferro               |
| 31 ottobre 1937   | 27 febbraio 1938  | tavole autoconclusive                                                | gag pages                                            | 18     | Ted Osborne                                               | Floyd Gottfredson                  | Ted Thwaites, Al Taliaferro |
| 6 marzo 1938      | 3 aprile 1938     | Topolino e la stazione di servizio                                   | Mickey Mouse in 'Service with a smile'               | 5      | Merrill De Maris                                          | Floyd Gottfredson                  | Al Taliaferro               |
| 10 aprile 1938    | 21 agosto 1938    | tavole autoconclusive                                                | gag pages                                            | 20     | Merrill De Maris                                          | Floyd Gottfredson, Manuel Gonzales | Ted Thwaites, Al Taliaferro |
| 28 agosto 1938    | 27 novembre 1938  | Topolino Ammazzasette                                                | Mickey Mouse, the brave little tailor                | 13     | Merrill De Maris                                          | Floyd Gottfredson, Manuel Gonzales | Ted Thwaites, Bill Wright   |
| 4 dicembre 1938   | 25 dicembre 1938  | tavole autoconclusive                                                | gag pages                                            | 4      | Merrill De Maris                                          | Floyd Gottfredson, Manuel Gonzales | Ted Thwaites                |
| 17 giugno 1956    | 17 giugno 1956    | tavola autoconclusiva                                                | gag page                                             | 1      | Bill Walsh                                                | Floyd Gottfredson                  | Floyd Gottfredson           |
| 30 marzo 1958     | 13 aprile 1958    | tavole autoconclusive                                                | gag pages                                            | 3      | Bill Walsh                                                | Floyd Gottfredson                  | Floyd Gottfredson           |
| 31 dicembre 1961  | 31 dicembre 1961  | tavola autoconclusiva                                                | gag page                                             | 1      | Bill Walsh                                                | Floyd Gottfredson                  | Floyd Gottfredson           |
| 24 febbraio 1963  | 24 febbraio 1963  | tavola autoconclusiva                                                | gag page                                             | 1      | Bill Walsh                                                | Floyd Gottfredson                  | Floyd Gottfredson           |
| 22 maggio 1966    | 22 maggio 1966    | tavola autoconclusiva                                                | gag page                                             | 1      | Roy Williams                                              | Floyd Gottfredson                  | Floyd Gottfredson           |
| 4 settembre 1966  | 4 settembre 1966  | tavola autoconclusiva                                                | gag page                                             | 1      | Roy Williams                                              | Floyd Gottfredson                  | Floyd Gottfredson           |
| 23 febbraio 1975  | 23 febbraio 1975  | tavola autoconclusiva                                                | gag page                                             | 1      | Del Connell                                               | Tony Strobl                        | Floyd Gottfredson           |
| 24 agosto 1975    | 24 agosto 1975    | tavola autoconclusiva                                                | gag page                                             | 1      | Del Connell                                               | Floyd Gottfredson                  | Floyd Gottfredson           |
| 29 agosto 1976    | 29 agosto 1976    | tavola autoconclusiva                                                | gag page                                             | 1      | Del Connell                                               | Floyd Gottfredson                  | Floyd Gottfredson           |
| 19 settembre 1976 | 19 settembre 1976 | tavola autoconclusiva                                                | gag page                                             | 1      | Del Connell                                               | Floyd Gottfredson                  | Floyd Gottfredson           |

## Altre storie
Sono qui elencate tutte le altre storie (senza Topolino) realizzate da Gottfredson per i quotidiani. Non sono invece citate le strisce o le tavole per le quali Gottfredson si è limitato a fare il lettering o ad apporre la firma "Walt Disney" e la data, come tutte le strisce della serie Mickey Mouse and His Friends (1958-1962).

### Tavole domenicali "Walt Disney's Treasury of Classic Tales"
| Data inizio     | Data fine         | Titolo italiano         | Titolo originale          | Tavole | Soggetto e sceneggiatura | Matite                                      | Chine                        |
| --------------- | ----------------- | ----------------------- | ------------------------- | ------ | ------------------------ | ------------------------------------------- | ---------------------------- |
| 6 agosto 1956   | 30 settembre 1956 | Zirlino, leone pecorino | Lambert the sheepish lion | 9      | Frank Reilly             | Floyd Gottfredson                           | Floyd Gottfredson            |
| 1º gennaio 1961 | 26 marzo 1961     | La carica dei 101       | 101 Dalmatians            | 13     | Frank Reilly             | Bill Wright, Floyd Gottfredson, Chuck Fuson | Bill Wright, Manuel Gonzales |

### Strisce giornaliere "Walt Disney's Christmas Stories"
| Data inizio      | Data fine        | Titolo italiano                         | Titolo originale                       | Strisce | Soggetto e sceneggiatura | Matite                               | Chine             |
| ---------------- | ---------------- | --------------------------------------- | -------------------------------------- | ------- | ------------------------ | ------------------------------------ | ----------------- |
| 26 novembre 1960 | 26 novembre 1960 | inedita in Italia                       | Peter Pan's Christmas Story            | 1       | Frank Reilly             | Floyd Gottfredson                    | Floyd Gottfredson |
| 25 novembre 1963 | 24 dicembre 1963 | Ezechiele Lupo e la vigilia movimentata | The Three Little Pigs' Christmas Story | 26      | Frank Reilly             | Floyd Gottfredson                    | Floyd Gottfredson |
| 23 novembre 1964 | 24 dicembre 1964 | Cenerentola e il party di Natale        | Cinderella's Christmas Party           | 28      | Frank Reilly             | Floyd Gottfredson                    | Manuel Gonzales   |
| 29 novembre 1965 | 24 dicembre 1965 | Bambi e la lettera smarrita             | Bambi's Christmas Adventure            | 23      | Frank Reilly             | Guillermo Cardoso, Floyd Gottfredson | Guillermo Cardoso |